# Гольдес Ойзер Мойсейович
О́йзер Мойсе́йович Го́льдес (справжнє прізвище Гольдесгейм; їд. אױזער האָלדעס ‏אױזער האָלדעס‏‎ — Ойзэр һолдэс; 1900, Кишинів, Бессарабська губернія — 1966, Харків) — єврейський радянський драматург, літературознавець, критик. Писав на їдиші.
Ойзер Гольдесгейм (Гольдес) народився у 1900 р. у Кишиневі в родині годинникаря. Навчався в єврейській школі, потім у російській гімназії у Бердичеві. Був студентом єврейського відділка філологічного факультету Другого Московського університету. З 19 років працював учителем у Бердичеві, згодом у Харкові та Києві. Працював вихователем у дитячому будинку, годинниковим майстром, учителем і директором школи. У 1935—1936 рр. — науковий співробітник Інституту єврейської культури при Академії Наук Української ССР у Києві.
У літературі дебютував віршами в 1927 році, але незабаром зайнявся літературознавством, публіцистикою, дослідженням творчості класиків єврейської літератури і сучасних письменників. Опублікував низку статей про єврейську літературу, фольклор, творчість Шолом-Алейхема (зокрема, введення до роману «Блукаючі зірки», видання 1936 року).
П'єси Гольдеса «А Їдишер Солдат» (Єврейський солдат, 1938), «Андере Менчн» (Інші люди, 1948) й одноактні сцени ставилися в єврейських та українських театрах. У 1941 році під назвою «Майсес, Віцн Ун Шпіцлех Фун Ершл Гершеле Острополер» були опубліковані переказані Гольдесом казки та жарти Гершеле Острополера — найбільша на той період збірка історій про персонажа єврейського фольклору Герша з Острополя. Книга була перевидана в 1960 році у Варшаві. Крім того, Гольдес займався перекладами на їдиш творів класиків російської літератури, написав низку підручників з літератури для єврейських шкіл.
У повоєнні роки жив у Харкові. 12 лютого 1951 р. Гольдес був заарештований і 27 жовтня засуджений до 10 років позбавлення волі за антирадянську агітацію; після реабілітації в 1955 р. повернувся до Харкова. Публікувався в журналі «Совєтіш геймланд» («Радянська Батьківщина») та українській пресі.